# Cebus
Cebus (do grego kébos, macaco de cauda longa) é um gênero de macacos do Novo Mundo, pertencente à família Cebidae, que compreendia as espécies designadas vulgarmente como macacos-prego (espécies com topete) e cairara ou caiarara (espécies sem topete). Após uma revisão taxonômica, as espécies com topete passaram a ser agrupadas em um gênero próprio, Sapajus.
Os membros deste gênero são encontrados na América Central e América do Sul.
São macacos de tamanho médio, robustos, que apresentam moderado dimorfismo sexual, podendo atingir os 30 a 56 cm de comprimento (com cauda que pode chegar a ser do mesmo comprimento do corpo) e pesar de 2,5 a 5 kg. A coloração da pelagem do corpo varia muito entre as espécies e mesmo dentro delas, variando desde amarelo-claro até o marrom-escuro. As extremidades (membros e cauda) são sempre mais escuras. Quando jovens, a coloração do pelo pode ser um pouco mais clara.
São quadrúpedes arbóreos na maior parte do tempo, mas descem ao solo frequentemente em vegetações mais abertas. Usam a cauda semi-preênsil como auxiliar na sua movimentação.
Vivem em grupos que podem ter mais de 50 indivíduos, mas em geral os grupos tem entre 20 e 30 macacos.

## Alimentação
São onívoros e alimentam-se de frutos, nozes, sementes, flores, raízes, insetos, ovos e pequenos vertebrados (roedores, lagartos, aves).

## Espécies
Seguindo Groves (2005), os táxons dentro do gênero Cebus incluem:
- Cebus albifrons
  - Cebus albifrons aequatorialis
  - Cebus albifrons albifrons
  - Cebus albifrons cuscinus
  - Cebus albifrons trinitatis
  - Cebus albifrons unicolor
  - Cebus albifrons versicolor
- Cebus capucinus
- Cebus kaapori
- Cebus olivaceus

Revisões subsequentes dividiram algumas delas em espécies adicionais:
- Cebus capucinus
- Cebus imitator
- Cebus yuracus
- Cebus cuscinus
- Cebus unicolor
- Cebus albifrons
- Cebus olivaceus
- Cebus castaneus
- Cebus kaapori
- Cebus trinitatis
- Cebus brunneus
- Cebus leucocephalus
- Cebus cesarae
- Cebus versicolor
- Cebus malitiosus
- Cebus aequatorialis